# Havixbeck
Havixbeck – miejscowość i gmina w Niemczech, w kraju związkowym Nadrenia Północna-Westfalia, w rejencji Münster, w powiecie Coesfeld. W 2010 roku liczyła 11 801 mieszkańców.

## Atrakcje
W gminie, niedaleko miejscowości Havixbeck i Roxel znajduje się Zamek Hülshoff. W rezydencji urodziła się Annette von Droste-Hülshoff. Słynna niemiecka poetka spędziła tam swoje dzieciństwo.

## Współpraca
Miejscowości partnerskie:
- Bellegarde, Francja
- Bestensee, Brandenburgia